# مالك بن حبيب
مالك بن حبيب اليربوعي التميمي ( بعد 40 هـ - 661 م): له إدراك لعصر النبوة، ومن قادات الفتوح الإسلامية في بلاد فارس. وكان من أصحاب علي بن أبي طالب المقربين، وصاحب شرطته.
شهد فتوح العراق وفارس، وذكر سيف بن عمر في فتح قرقيسيا: «أنّ عمر كتب إلى سعد بن أبي وقاص أَنْ يجعلَ مالك بن حبيب على إحدى مجنَّبتي العسكر مع عمر بن مالك الزهريّ، وعلى المجنَّبة الأخرى رِبْعي بن عامر». وفي سنة 34 هـ عينه الخليفة عثمان بن عفان على إحدى بلدات فارس.
ولما تولى علي بن أبي طالب الخلافة عينه على شرطته، ولما كانت وقعة الجمل أرسله عليّ بن أبي طالب يدعو أهل الجمل مع حكيم بن سلامة، أن يكفوا عن القتال، للألفة والجماعة والمحبة. وذكر الدينوري في معركة صفين أن علي بن أبي طالب جعله على ساقة الجيش، وذكره ابن أعثم في قادات جيش صفين.
ولما انتظم الأمر لمعاوية بن أبي سفيان طلبه، فأغلظ له مالك في الجواب، فطلبه معاوية على سب علي، فقال مالك: لا نعصي أحياءكم ولا نسب أمواتكم. فولاه معاوية شرطة الكوفة. وقد وصفه زياد بن أبيه - أمير الكوفة - فيمن لا يخافون في الله لومة لائم.